# Sina Dorothea Hankofer
Sina Dorothea Hankofer (* 22. August 1985 in Dortmund) ist eine deutsche Journalistin und Autorin.

## Leben und Ausbildung
Sina Hankofer wuchs als ältestes Kind in einer zwölfköpfigen Großfamilie auf. Ihre Kindheit war von häufigen Umzügen geprägt. Heute lebt sie gemeinsam mit ihrem Mann Oliver Hankofer in Meppen.
Bereits im Alter von 7 Jahren schrieb Sina Hankofer ihre ersten Kurzgeschichten. Veröffentlichungen erfolgten in den Ausgaben „Verschiedene Welten, verschiedene Zeiten“ und „Literatur am Helmholtz“ der „Schreibwerkstatt“ des Helmholtz-Gymnasiums Dortmund. Im Jahr 2009 schrieb sie gemeinsam mit ihrem Vater den Liedtext Dortmund, meine Heimatstadt, der von Tommy Louis vertont und von der Gruppe Los Disados gesungen wurde. Eine Veröffentlichung ist z. B. auf der CD Ruhrpott Schlager Folge 2 zu finden.
Nach dem Abitur 2006 in Waltrop absolvierte Hankofer eine Ausbildung zur Bürokauffrau. Während dieser Zeit schrieb sie hauptsächlich Gedichte und Kurzprosa. Nach ihrer Ausbildung folgten weitere berufliche Fortbildungen; so erwarb sie einen Ausbilderschein und bildete fortan selbst Bürokaufleute aus. Das in den Aus- und Fortbildungen vermittelte Wissen regte Sina Hankofer dazu an, auch in ihrem Fachbereich Texte zu veröffentlichen.
Seit dem Jahr 2013 schreibt sie daher Fachartikel für verschiedene Fachzeitschriften. Journalistisch arbeitet sie für die Zeitschrift Der Meppener – ein Stadtmagazin ihrer Wahlheimatstadt.

## Schaffen
Nach der Veröffentlichung erster Artikel im Frühjahr 2013 nahm der Friedrich Kiehl Verlag Kontakt zu Hankofer auf. Daraufhin erschien im November 2014 ihr Erstlingswerk, ein Buch zur Prüfungsvorbereitung für Bürokaufleute im Fach Bürowirtschaft. Ihre zweite Veröffentlichung folgte im Juni 2015 unter dem Titel Der praktische Teil der Ausbildereignungsprüfung.

## Werke (Auswahl)
- Prüfungsklassiker: Bürowirtschaft für Büroberufe (Alleinautorin/Kiehl Verlag)
- Der praktische Teil der Ausbildereignungsprüfung (Alleinautorin/Kiehl Verlag)
- Kaufleute für Büromanagement – Infoband I (Mitautorin/Kiehl Verlag)
- Kaufleute für Büromanagement – Lernsituationen I (Mitautorin/Kiehl Verlag)
- Kaufleute für Büromanagement – Lehrerband I (Mitautorin/Kiehl Verlag)
- Kaufleute für Büromanagement – Infoband II (Mitautorin/Kiehl Verlag)
- Kaufleute für Büromanagement – Lernsituationen II (Mitautorin/Kiehl Verlag)
- Kaufleute für Büromanagement – Lehrerband II (Mitautorin/Kiehl Verlag)
- Kaufleute für Büromanagement – Infoband III (Mitautorin/Kiehl Verlag)
- Kaufleute für Büromanagement – Lernsituationen III (Mitautorin/Kiehl Verlag)
- Kaufleute für Büromanagement – Lehrerband III (Mitautorin/Kiehl Verlag)